# Atollo di Midway
L'atollo di Midway (noto anche come isola di Midway o Isole Midway, in hawaiano Pihemanu) è un atollo (5,2 km² e alcune decine di abitanti) situato a ovest dell'arcipelago delle Hawaii, nel Pacifico. Rappresenta un comprensorio geografico sotto il controllo giuridico degli Stati Uniti. Inoltre nel 2006 è stato inscritto come parte del monumento nazionale marino di Papahānaumokuākea.
L'atollo ospita una base aerea e navale statunitense e viene utilizzato dalla NASA come luogo d'atterraggio degli astronauti di ritorno da missioni spaziali in caso di emergenza.

## Storia
L'atollo fu scoperto nel 1859 e annesso agli Stati Uniti sin dal 1867. 

A Midway ebbe luogo nel 1942 una celebre battaglia, nella quale gli Stati Uniti ottennero una vittoria decisiva sulla flotta giapponese. Anche le forze aeree stazionanti sull'isola, appartenenti all'esercito degli Stati Uniti e al corpo dei Marines statunitensi, parteciparono alla battaglia, ma con scarsissimi risultati diretti (nessuna bomba o siluro riuscì ad andare a segno sulle navi della flotta giapponese) e gravissime perdite, dovuti principalmente alla obsolescenza dei velivoli impiegati. Queste azioni aeree, per quanto inconcludenti e suicide, furono tuttavia strategicamente importantissime perché costrinsero le portaerei nemiche a continue evoluzioni diversive ritardando il lancio di attacchi nelle fasi iniziali della battaglia e quindi permettendo agli aerei decollati dalle portaerei americane di colpire le portaerei giapponesi prima che potessero lanciare il loro attacco. La battaglia fu anche decisiva nel dimostrare l'utilità tattica delle portaerei negli scontri navali, sancendo il definitivo tramonto della corazzata come regina delle battaglie navali e il contemporaneo affermarsi del concetto di scontro "oltre l'orizzonte" .

## Geografia e geologia
L'atollo di Midway è parte di una catena di isole vulcaniche, atolli e rilievi sottomarini che si estende dalle isole Hawaii all'estremità dell'arcipelago delle isole Aleutine ed è nota come Catena sottomarina Hawaii-Emperor. L'atollo si formò circa 28 milioni di anni fa, quando il fondale oceanico dal quale si eleva si trovò sopra lo stesso punto caldo che determina attualmente la formazione dell'Isola di Hawaii. Si ritiene che per un certo periodo della sua storia Midway fu un vulcano a scudo di dimensioni confrontabili con quelle dell'isola di Lanai. Durante il processo di accrescimento del vulcano, l'aumento del suo peso determinò un abbassamento della crosta ed esso lentamente sprofondò in milioni di anni, in un processo chiamato aggiustamento isostatico. Mentre l'isola vulcanica lentamente si inabissava, la barriera corallina che si era formata attorno ad essa si mantenne in prossimità del livello del mare, crescendo costantemente verso l'alto. Tale barriera è spessa oggi oltre 160 m ed è composta per la maggior parte da calcari post-miocenici con uno strato di sedimenti dell'Alto Miocene (Terziario g) e calcari del Basso Miocene (Terziario e) sovrastanti i basalti. Oggi, dell'isola, rimane un atollo di acque poco profonde e dal diametro di circa 10 km.
L'atollo è attraversato da 32 km di strade, 7,8 km di condutture, un porto sull'isola Sand ed un'unica pista di atterraggio attiva. Al 2004, il campo di aviazione di Henderson Field (IATA: MDY, ICAO: PMDY, da non confondere con l'omonimo aeroporto che venne costruito a Guadalcanal durante la omonima campagna) è stato designato come aeroporto di emergenza per velivoli certificati ETOPS. Sebbene lo United States Fish and Wildlife Service, l'ente statunitense preposto alla protezione dell'ambiente, abbia ordinato la cessazione di tutte le operazioni aeroportuali dal 22 novembre 2004, l'accesso pubblico all'isola è stato ripristinato dal marzo del 2008.
L'isola orientale, Eastern Island, ospita una pista di atterraggio in disuso, utilizzata dall'esercito statunitense nella battaglia delle Midway, combattuta dal 4 al 6 giugno 1942, e inizialmente denominata proprio Henderson Field, in memoria del maggiore pilota dei marines statunitensi Lofton R. Henderson caduto proprio in questa battaglia; quando la pista venne posta in disuso perché sostituita dalla nuova creata sull'isola Sand, il nome passò a quest'ultima.
Su Midway è adottato il fuso orario UTC-11, in ritardo di 11 ore sull'UTC. L'isola è il territorio più a nord del continente oceanico.

## Galleria d'immagini

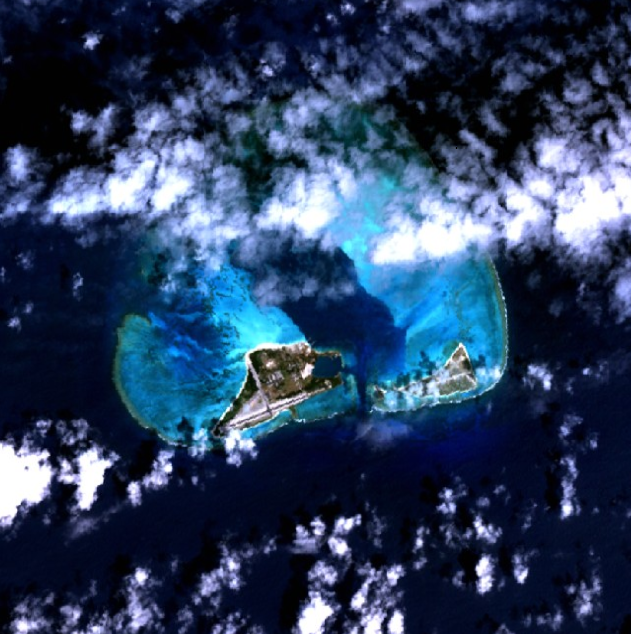
Le isole viste dal satellite
L'atollo nel contesto delle isole dell'Oceania
Bandiera non ufficiale dell'Atollo Midway